# Waldemar cel Mare
Waldemar cel Mare (în germană Waldemar der Große; n. 1281 – d. 14 august 1319, Mieszkowice, Pomerania Occidentală, Polonia) a fost un margraf de Brandenburg-Stendal din Casa de Ascania, din 1308 până la moartea sa.